# Flustra foliacea
Espèce
Flustra foliacea est une espèce d'ectoproctes, de la classe des Gymnolaemata et de l'ordre des Cheilostomata, à ne pas confondre avec Securiflustra securifrons (Pallas, 1766). Cette espèce forme des colonies atteignant une épaisseur d'environ 20 cm de haut, qui constituent des refuges pour de nombreux invertébrés.

## Description
Les colonies de Flustra foliacea sont formées de structures en lames dressées, souples, larges, gris-brunâtre à verdâtre, plus ou moins lobées, souvent confondues avec des algues marines. Chaque lame possèdent des zoïdes sur chacune de ses deux faces.

## Habitat
Les colonies les plus denses sont ancrées sur les surplombs rocheux du plateau continental, de 5 à 100 m de profondeur, en Atlantique, Manche, Mer du Nord et Méditerranée. Elles ne craignent pas d'être balayées par les courants violents.